# جتروفة مرجانية
الجتروفة المرجانية هو نوع من النباتات ينتمي لجنس اليطروفة. موطنه المكسيك ومنطقة البحر الكاريبي. ينتشر في فلوريدا وفي العديد من الأماكن في أمريكا الجنوبية وأفريقيا وشبه القارة الهندية والصين وجنوب شرق آسيا، وهو سام بشكل متوسط ويؤدي تناوله إلى اضطرابات في الجهاز الهضمي. 